# Фростерус, Беньямин
Густав Беньямин Фростериус (швед. Gustaf Benjamin Frosterus; 30 октября 1866, Борго, Великое княжество Финляндское — 1 апреля 1931, Хельсинки, Финляндия) — российский и затем финляндский геолог шведского происхождения.

## Биография
В 1889 году получил степень бакалавра в области геологии. В 1895 году после обучения в Гейдельберге под руководством Гарри Розенбуша получил степень доктора философии.
С 1893 по 1919 годы преподавал минералогию и геологию в Гельсингфорсском политехническом институте, вскоре получил звание профессора.
С 1918 года возглавлял почвоведческую комиссию при геологическом департаменте Финляндии. С 1926 года и до конца жизни возглавлял Государственный земельный институт.
Ему принадлежит геологическое описание нескольких листов геологической карты Финляндии, а также описание геологического строения юго-восточной Финляндии и ряд работ по изучению финляндских горных пород (шарового гранита и т.д.). Наибольших успехов достиг в области почвоведения.